# Томингай
Томингай (хорв. Tomingaj) — населений пункт у Хорватії, в Задарській жупанії у складі громади Грачаць.

## Населення
Населення за даними перепису 2011 року становило 26 осіб.
Динаміка чисельності населення поселення:

## Клімат
Середня річна температура становить 9,21 °C, середня максимальна – 23,23 °C, а середня мінімальна – -6,86 °C. Середня річна кількість опадів – 1147 мм.
| Клімат поселення                              | Клімат поселення | Клімат поселення | Клімат поселення | Клімат поселення | Клімат поселення | Клімат поселення | Клімат поселення | Клімат поселення | Клімат поселення | Клімат поселення | Клімат поселення | Клімат поселення | Клімат поселення |
| Показник                                      | Січ.             | Лют.             | Бер.             | Квіт.            | Трав.            | Черв.            | Лип.             | Серп.            | Вер.             | Жовт.            | Лист.            | Груд.            |                  |
| Середній максимум, °C                         | 6,46             | 7,78             | 11,10            | 15,01            | 19,64            | 23,06            | 23,23            | 23,12            | 19,03            | 14,78            | 9,41             | 5,61             |                  |
| Середня температура, °C                       | −0,2             | 1,12             | 4,43             | 8,34             | 12,98            | 16,38            | 18,62            | 18,49            | 14,43            | 10,15            | 4,79             | 0,98             |                  |
| Середній мінімум, °C                          | −6,86            | −5,52            | −2,24            | 1,67             | 6,32             | 9,73             | 14,00            | 13,87            | 9,80             | 5,54             | 0,17             | −3,63            |                  |
| Норма опадів, мм                              | 85               | 86               | 88               | 97               | 85               | 84               | 60               | 72               | 110              | 123              | 142              | 115              |                  |
| Середньомісячна швидкість вітру, м/с          | 2.12             | 2.26             | 2.46             | 2.41             | 2.20             | 1.96             | 1.93             | 1.81             | 1.94             | 2.06             | 2.32             | 2.36             |                  |
| Середньомісячна сонячна радіація, кДж/м²·день | 4867             | 7440             | 11096            | 15626            | 19648            | 21760            | 23585            | 20548            | 15183            | 9725             | 5235             | 4020             |                  |
| --------------------------------------------- | ---------------- | ---------------- | ---------------- | ---------------- | ---------------- | ---------------- | ---------------- | ---------------- | ---------------- | ---------------- | ---------------- | ---------------- | ---------------- |
| Джерело:                                      |                  |                  |                  |                  |                  |                  |                  |                  |                  |                  |                  |                  |                  |